# Ermia (scrittore)
Ermia (in greco antico: Ἑρμείας?, Herméias; fl. III secolo) è stato uno scrittore cristiano greco antico.
Di lui si conosce solo il nome quale autore di un'opera intitolata Scherno dei filosofi gentili (in greco antico: Διασυρμὸς τῶν ἔξω φιλοσόφων?), in cui vengono poste in rilievo, con sarcasmo, le contraddizioni dei filosofi pagani circa l'origine delle cose, la natura e il destino dell'anima; alle loro teorie Ermia contrappone l'insegnamento cristiano. La data dell'opera è incerta ed è stata collocata tra il II ed il VI secolo.